# Milesia imperator
Milesia imperator är en tvåvingeart som beskrevs av Heikki Hippa 1990. Milesia imperator ingår i släktet Milesia och familjen blomflugor. Inga underarter finns listade i Catalogue of Life.